# Чамзын, Амир Айдашович
Амир Айдашович Чамзын (5 марта 1999) — российский борец вольного стиля, призёр чемпионата России. Мастер спорта России.

## Спортивная карьера
Вольной борьбой начал заниматься 2010 года. В 2015 году Красноярске выиграл международный юношеский турнир на призы трёхкратного олимпийского чемпиона Бувайсара Сайтиева. Является воспитанником кызылской школы борьбы, тренируется под руководством Д. В. Ондара, Б. В. Биче-Оола и О. И. Кысыгбая. 31 мая 2015 года в Якутске стал бронзовым призёром Первенства России среди юношей. В середине апреля 2018 года в Смоленске завоевал бронзовую медаль на Первенстве России среди юниоров. В середине января 2019 года принимал участие на Всероссийский турнир на призы Академии Дмитрия Миндиашвили в Красноярске. В середине октября 2019 года в Кемерово на Международном турнире «Шахтёрская слава», уступив в схватке за бронзовую медаль Арзылу Артыш-оолу из Красноярска, занял итоговое 5 место. 1 декабря 2020 года на Первенстве России U23 в Смоленске дошёл до 1/4 финала, где проиграл Начыну Монгушу. 11 марта 2021 года в Улан-Удэ в 1/4 финала чемпионата России он проиграл Азамату Тускаеву. В середине апреля 2022 года в Красноярске завоевал бронзовую медаль на Чемпионате СФО. 27 апреля 2022 года ему было присвоено звание мастер спорта России. 17 мая 2022 года а подмосковном Солнечногорске на Всероссийском студенческом турнире в схватке за бронзовую награду победил Османа Текеева из Карачаево-Черкесии. 26 июня 2022 года на чемпионате России в Кызыле, в схватке за 3 место проиграл Мусе Мехтиханову из Дагестана. В середине июля 2022 года в Грозном завоевал бронзовую медаль на Всероссийской летней Универсиаде.  25 августа 2022 года принимал участие на Всероссийской спартакиаде в Казани, однако на схватку не явился. 30 апреля 2023 года в Улан-Удэ дошёл до финала Международного турнира «Baikal Open» на призы Главы Бурятии, в котором уступил Начыну Монгушу. 21 июня 2023 года в Каспийске на чемпионате России в схватке за 3 место проиграл Начыну Монгушу. 7 сентября 2023 года в Якутске на международном турнир памяти Дмитрия Коркина в 1/4 фианала уступил Уйгулаану Иванову из Якутии. 12 апреля 2024 года на Международном турнире «Байкал Опен» в Улан-Удэ в финале уступил Алексею Копылову из Якутии. В середине октября 2024 года на Международном турнире памяти Дмитрия Коркина в Якутске в борьбе за 3 место проиграл Аяндаю Ондару из Тывы. 28 июня 2025 года в Москве дошёл до финала чемпионата России, в котором уступил Мусе Мехтиханову, став серебряным призёром. 

## Спортивные результаты
- Чемпионат России по вольной борьбе 2025 — ;

## Личная жизнь
Является выпускником факультета физической культуры и спорта Тувинского государственного университета.